# シェキナベイベー
「シェキナベイベー」は、日本のミュージシャン・内田裕也の楽曲。楽曲は秋元康により作詞、斉門により作曲され、内田裕也feat.指原莉乃名義でリリースされている。2014年6月11日に内田の14作目のシングルとしてavex entertainmentから発売された。

## 背景とリリース
本曲は、指原主演映画『薔薇色のブー子』の主題歌として制作された。タイトルの「シェキナベイベー」は、内田が尾藤イサオとのコンビで1964年に制作・発表したアルバム『ロック・サーフィン・ホット・ロッド』（東芝音楽工業）に収録した「ツイスト・アンド・シャウト」にて歌詞中の“Shake it up Baby”を歌った際のフレーズで、後にグッチ裕三のモノマネで広がって内田自身を代表するフレーズとなったものから採用された。
内田にとっては1985年に発表した「アニー FOR A CHEEK TIME（Annie For A Cheek Time）」（ワーナー・パイオニア）以来、29年ぶりとなるシングル盤リリースであり、女性歌手とのデュエットコラボレーションという形式を採るのも初めてである。
2019年4月28日の横浜スタジアムで『指原莉乃 卒業コンサート 〜さよなら、指原莉乃〜』を最後に内田裕也への追悼のメッセージが流れた。その後、ゲストとして内田裕也扮する松本人志（ダウンタウン）がPVの撮影にも使われたバイクに乗り登場した その裏側に密着した模様は、2019年5月5日のワイドナショー（フジテレビ）で放送された。

## シングル収録トラック
| 全作詞: 秋元康、全作曲: 斉門、全編曲: 野中“まさ”雄一。 |                                             |        |            |      |
| #                                                      | タイトル                                    | 作詞   | 作曲・編曲 | 時間 |
| 1.                                                     | 「シェキナベイベー」(内田裕也feat.指原莉乃) | 秋元康 | 斉門       | 4:57 |
| 2.                                                     | 「Satisfied」(内田裕也)                     | 秋元康 | 斉門       | 4:31 |
| 3.                                                     | 「シェキナベイベー (off vocal ver.)」       | 秋元康 | 斉門       |      |
| 4.                                                     | 「Satisfied (off vocal ver.)」              | 秋元康 | 斉門       |      |
| 合計時間:                                              | 合計時間:                                   | 18:56  |            |      |

| #  | タイトル                           | 作詞 | 作曲・編曲 | 監督 |
| -- | ---------------------------------- | ---- | ---------- | ---- |
| 1. | 「シェキナベイベー (Music Video)」 |      |            |      |